# Пеппер Поттс
Вирджи́ния «Пе́ппер» По́ттс (англ. Virginia «Pepper» Potts) — персонаж комиксов Marvel, имеющая любовный интерес к Тони Старку. Она была создана Стэном Ли и Доном Хеком и впервые появилась в комиксе Tales of Suspense #45 в сентябре 1963 года.

## Биография
Вирджиния Пеппер Поттс была членом секретарского объединения в Старк Индастриз в то время, когда компанией руководил Говард Старк. После смерти Говарда его сын Энтони Эдвард Старк принял на себя управление компанией и быстро оценил возможности Пеппер — потому как она понимала ежедневную систему управления компанией гораздо лучше, чем он сам.
Пеппер выполняла для Старка много работы, из-за того, что он часто отсутствовал. Работая на Старка, Пеппер продолжала обучаться менеджменту, чтобы достичь уровня предпринимательницы.
Вскоре Тони Старк превратился в Железного Человека, и Пеппер стала замечать изменения в его поведении, но не могла понять. Тони Старк взял на себя гораздо больше ответственности и ослабил давление на Пеппер, хотя по-прежнему ценил её вклад в развитие компании.
Постепенно она начала увлекаться Тони, но он эмоционально держался от неё на расстоянии из-за брони Железного Человека, которая тогда была необходима, чтобы сохранить ему жизнь. Вскоре Тони нанял бывшего боксёра Гарольда Хэппи Хогана в качестве шофера, и Пеппер привлекла внимание Хогана.
Она неоднократно отвергала Хэппи, пока наконец он чуть не погиб, помогая Железному Человеку в битве против Титанового Человека, тогда Пеппер поняла, что любит его. В конечном счёте они поженились и оставили Старк Индастриз.
За последующие годы брак Пеппер и Хэппи претерпел множество проблем, которые в результате привели к разводу, и оба вернулись к Тони, воспользовавшись тем, что он запустил новое предприятие Старк Солюшинс. Пеппер и Хэппи уже знали о том, что Тони Старк — Железный Человек.
Пеппер вновь начало тянуть к Тони, она и Хэппи вскоре наладили свои отношения и вступили в повторный брак. Они усыновили двоих детей, вскоре Пеппер забеременела, однако, в период беременности, на Пеппер напала старая противница Железного Человека — Айша, и она потеряла ребёнка. Вместе с Хэппи она продолжала работать на Старка, но когда Хэппи оказался в коме в результате атаки Спаймастера, Пеппер попросила Старка отключить аппарат жизнеобеспечения в качестве акта милосердия. В конечном счёте Тони согласился.
После событий Гражданской Войны Пеппер стала руководительницей группы под названием Порядок, калифорнийской команды супергероев, основанной в рамках программы Инициативы Пятидесяти Штатов. Так как Пеппер не обладает суперспобностями, она руководит действиями команды из штаба. Став лидером Порядка, Пеппер взяла себе псевдоним Гера.

## Способности
У «Пеппер» Поттс изначально не было сверхчеловеческих сил или способностей. Она показала сильное лидерство, когда она вела Порядок как Гера. Во время её пребывания в Порядке, она носила гаджет «Старк Телеприсутствие». Это дало ей возможность держаться в контакте с её командой, найти людей во всем мире, и доступ к внутренней сети компании Старка и ко всей информации в мире. Тони Старк внедрил в её тело дуговой реактор, сочетающий Старк и Рэнд технологии, после того, как она была смертельно ранена.
Она получила кибернетические способности, в частности, летать с помощью магнитной несущей волны. Впоследствии Старк сделал для неё собственную броню, которую она окрестила как «Спасительница» (Rescue). Костюм не имеет никакого оружия и служит для спасательных операций.

## Вне комиксов

### Мультфильмы
- Пеппер Поттс кратко появилась в мультсериале «Росомаха и Люди Икс».
- Пеппер Поттс появлялась в компьютерном анимационном мультфильме «Несокрушимый Железный Человек».
- В мультсериале — «Железный человек: Приключения в броне», Пеппер Поттс — девушка подросток, которая ходит в школу с Тони, Джимом «Роуди» Роудсом, и Джином Ханом.Её настоящее имя здесь Патриция, а не Вирджиния
- Осенью-зимой 2010 года вышла японская экранизация комикса, состоящая из 12-ти серий.
- Пеппер появляется в мультсериале «Мстители: Величайшие герои Земли» в некоторых сериях первого и второго сезона

### Фильмы

Гвинет Пэлтроу в роли Пеппер Поттс

- «Железный человек» (2008) — Гвинет Пэлтроу. Секретарь Тони Старка.
- «Железный человек 2» (2010) — Гвинет Пэлтроу. Начиная с этого фильма, Пеппер Поттс — генеральный директор Stark Industries.
- «Мстители» (2012) — Гвинет Пэлтроу.
- «Железный человек 3» (2013) — Гвинет Пэлтроу.
- «Агенты „Щ.И.Т.“» (2013 — 2020) — В одной из серий первого сезона слышно монолог Марии Хилл по телефону, адресованный Пеппер Поттс (Мария работает после распада ЩИТ в Stark Industries). Сама Пеппер не показана, однако понятно что разговор шёл именно с ней.
- «Мстители: Эра Альтрона» (2015) — Пеппер была упомянута.
- «Первый мститель: Противостояние» (2016) — была упомянута в разговоре Старка, где он сказал, что они расстались.
- «Человек-паук: Возвращение домой» (2017) — Гвинет Пэлтроу — в качестве камео, в сцене отказа Питера Паркера стать Мстителем. Тони Старк собирается сделать ей предложение перед аудиторией, которой должен был представить Человека-Паука, как нового Мстителя. При этом Старк подмигивает Хэппи, намекая, что так и было задумано.
- «Мстители: Война бесконечности» (2018) — Гвинет Пэлтроу.
- «Мстители: Финал» (2019) — Гвинет Пэлтроу — Жена Тони Старка и мать дочери Тони — Морган Старк. Получила в подарок от Тони свою собственную броню, в которой участвует в финальной битве.